# Wolf Vostell
Wolf Vostell, född 14 oktober 1932 i Leverkusen i Nordrhein-Westfalen, död 3 april 1998 i Berlin, var en tysk aktionskonstnär, skulptör och tecknare. Han var en inflytelserik konceptuell efterkrigskonstnär i Tyskland, tillika samhällsvisionär. Wolf Vostell var  ansedd som en av de tidiga användarna av videokonst och installationskonst och pionjär inom Happenings and Fluxus. Dé-coll/age är karakteristiskt för hans arbeten, liksom inbäddning av föremål i betong och användning av tv-apparater. Wolf Vostell var gift med den spanska författaren Mercedes Vostell och har två söner, David Vostell och Rafael Vostell. 

## Galleri

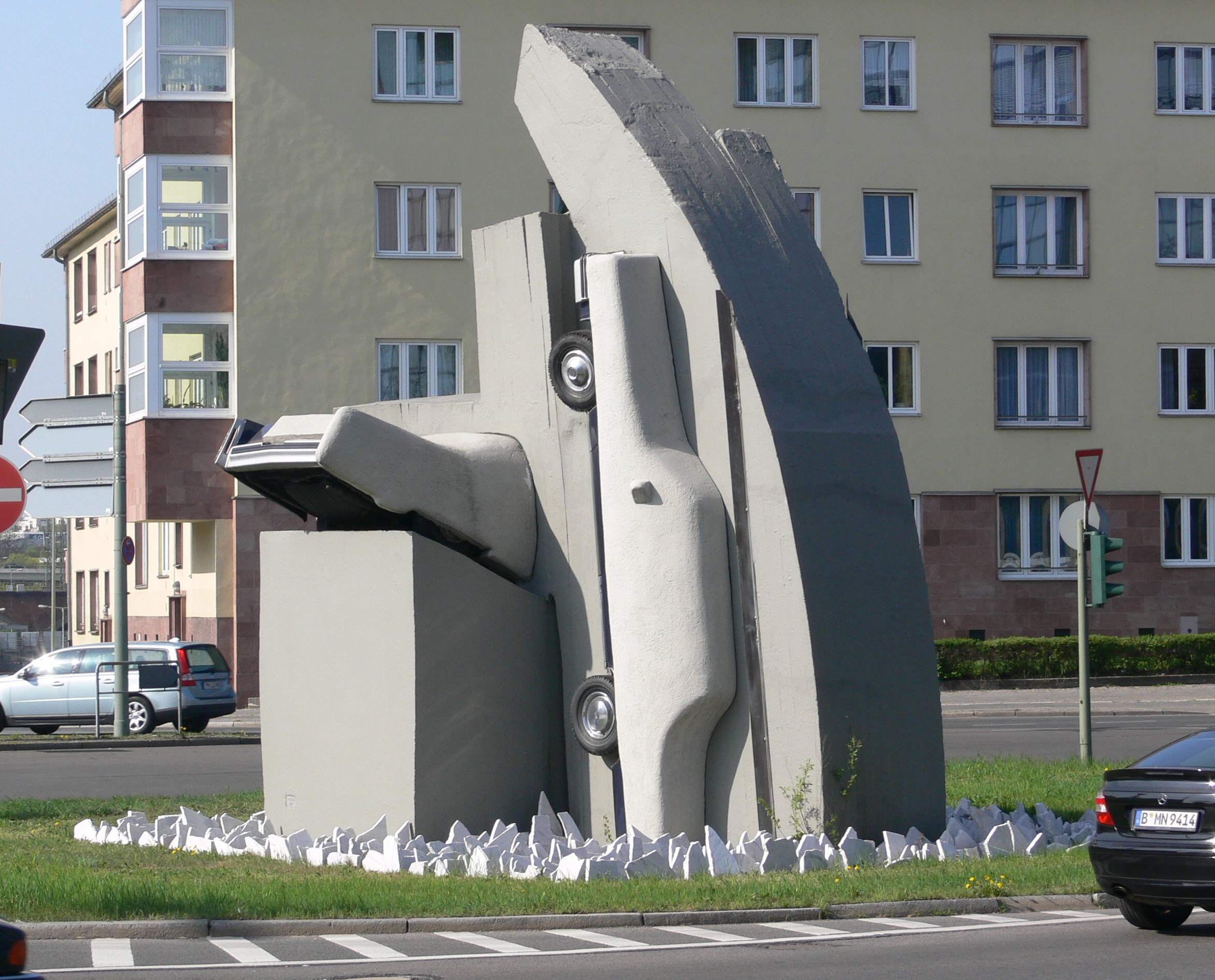
Two Concrete-Cadillacs in form of the Nude Maja.  1987 Berlín.
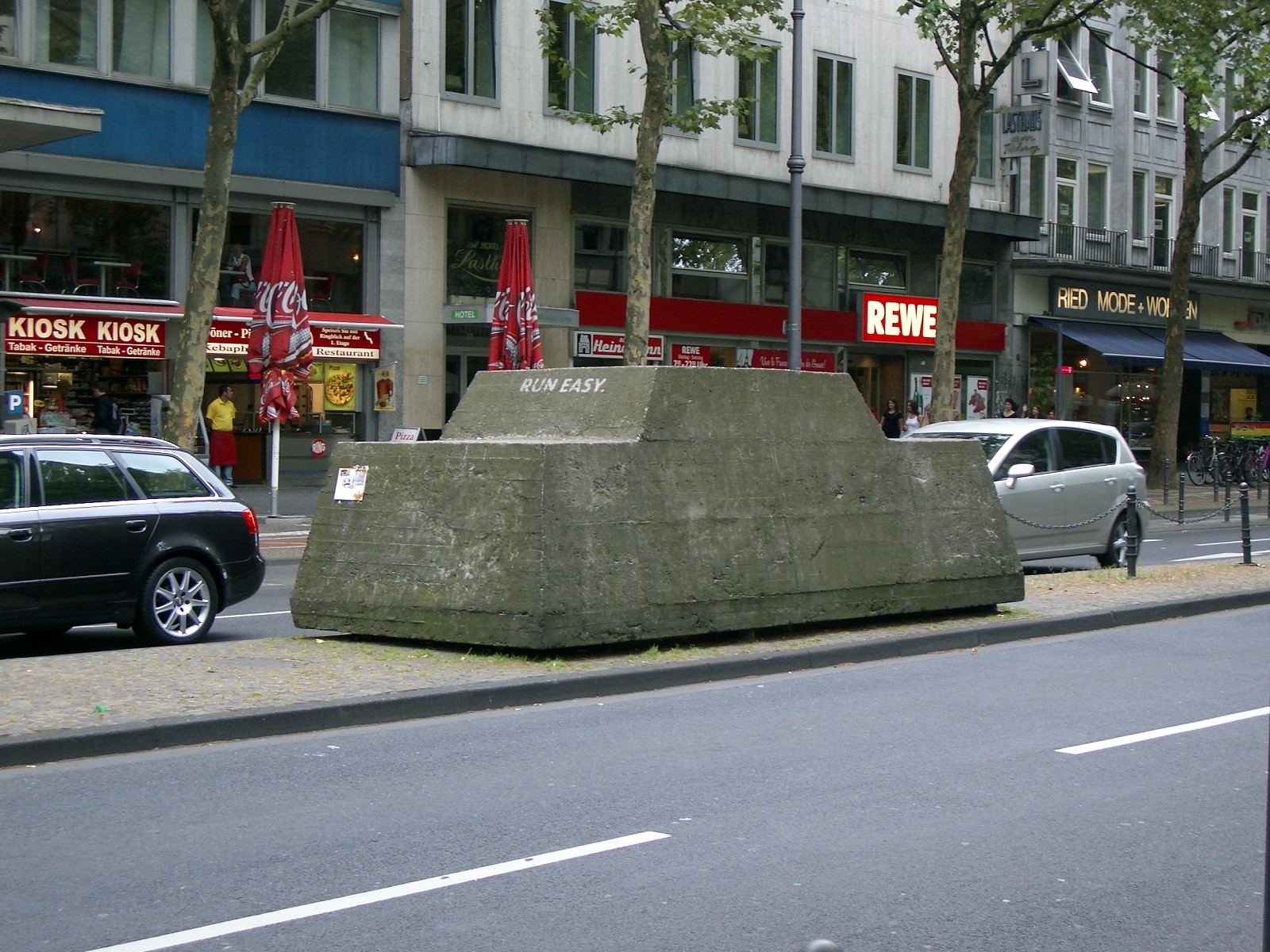
Stationary traffic.  1969 Köln.
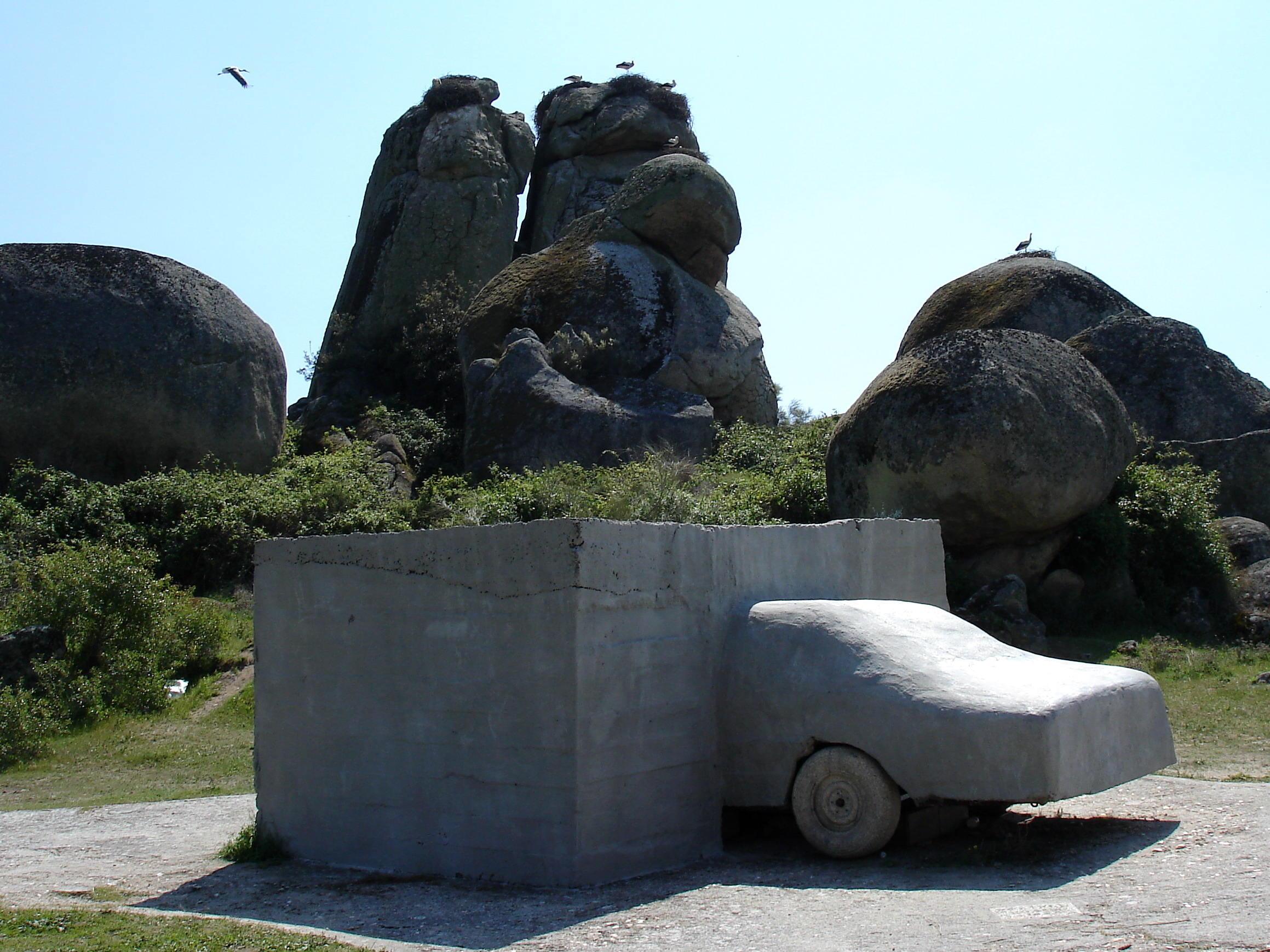
VOAEX.  1976 Malpartida.
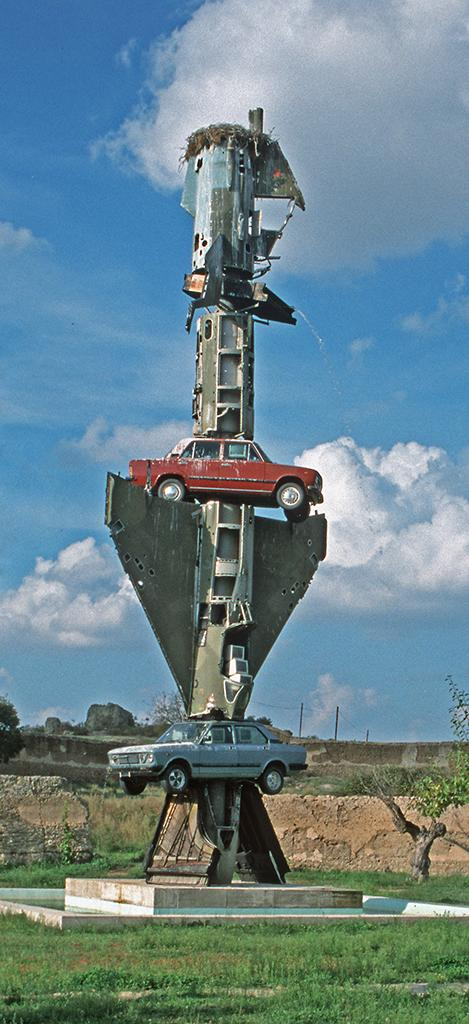
Skulptur i Malpartida.
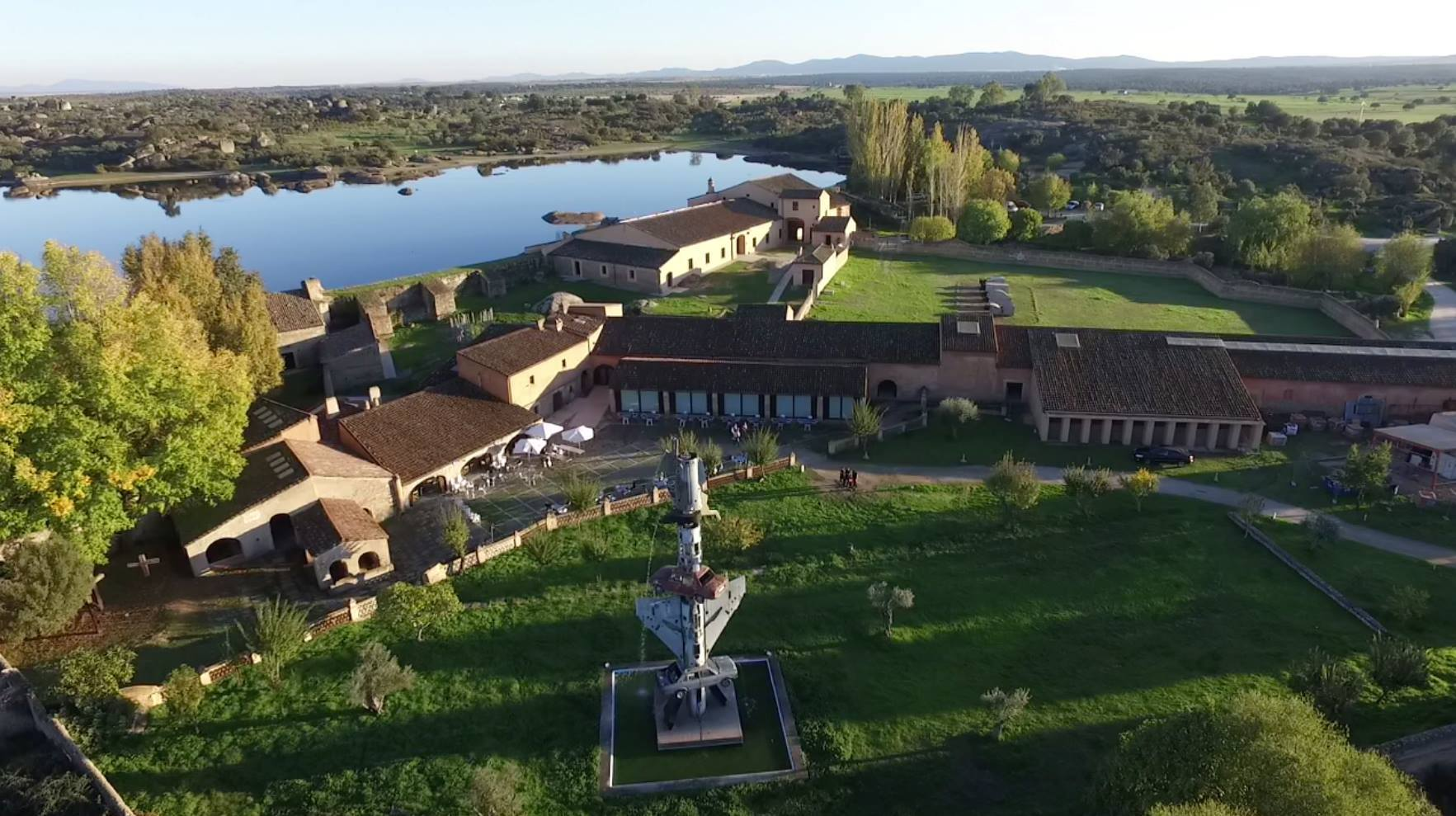
Museum Vostell i Malpartida.
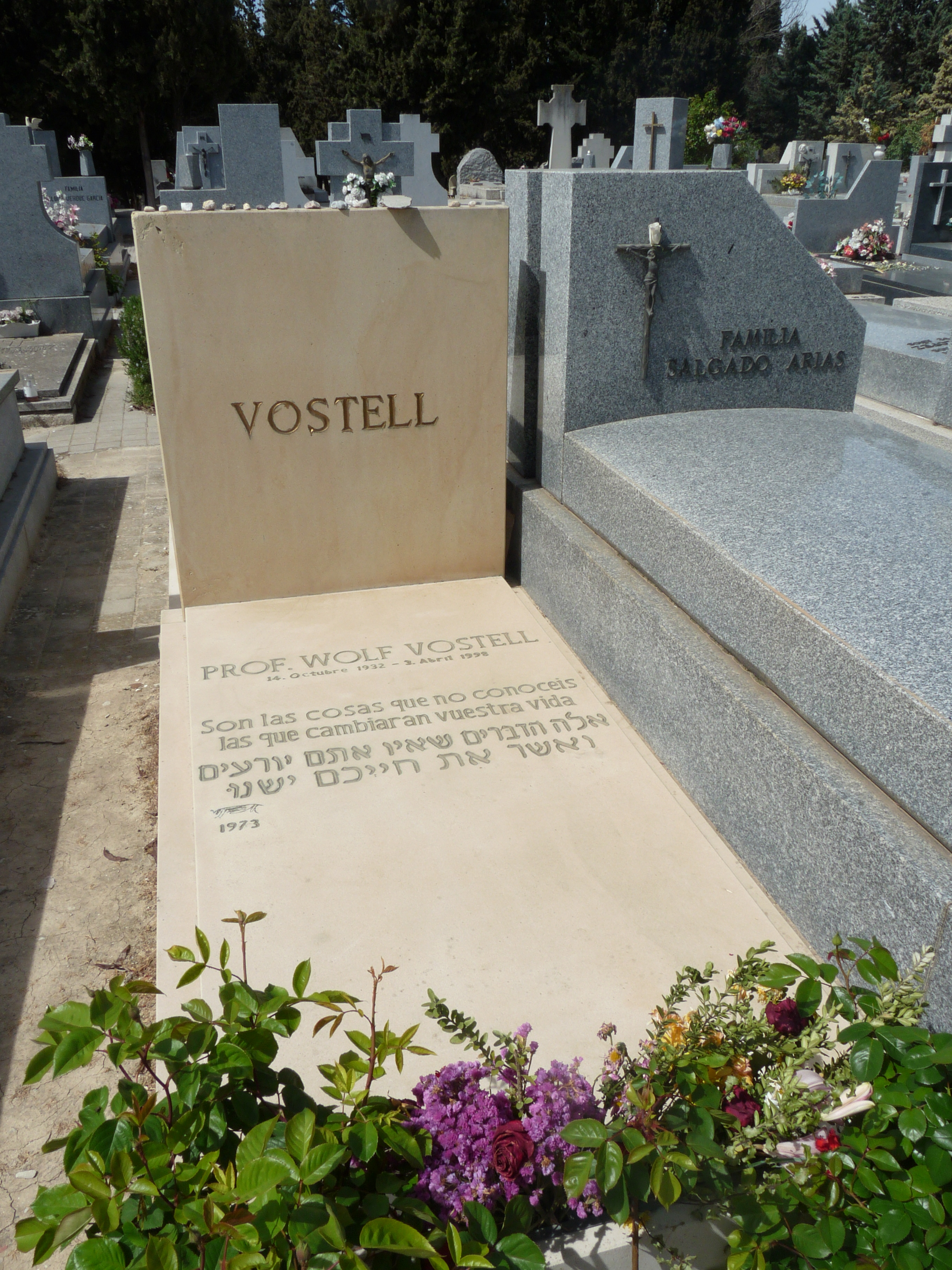
Wolf Vostells grav i Madrid.